# 300 aC
El 300 aC va ser un any del calendari romà prejulià. A la República i a l'Imperi Romà es coneixia com l'Any del Consolat de Corvus i Pansa (o també any 454 ab urbe condita). La denominació «300 aC» per a aquest any s'ha emprat des de l'edat mitjana, quan el calendari Anno Domini va ser el mètode prevalent a Europa per a anomenar els anys.

## Esdeveniments

### Antiga Grècia
- Els temples anomenats Asclepeion (llocs curatius dedicats a Asclepi) són freqüentats a partir d'aquest any pels pelegrins que busquen curació. Dormen una nit i l'endemà expliquen els seus somnis a un sacerdot, que prescriu una cura, sovint una visita als banys o a un gimnàs. Les serps, consagrades a Asclepi, són usades en els rituals. A les serps no verinoses se les deixa reptar al terra dels dormitoris on els malalts i ferits dormen. Després del ritual de purificació els pelegrins ofereixen ofrenes o sacrificis.[2]
- Pirros, rei de l'Epir, pren com a ostatges alguns egipcis després de la batalla d'Ipsos i com a gest diplomàtic es casa amb la princesa Antígona, filla de Ptolemeu I Soter i Berenice I.[3]

### Antic Egipte
- Ptolemeu I firma una aliança amb Lisímac de Tràcia i dona la seva filla Arsínoe II en matrimoni. Lisímac repudia a Amastris d'Heracleia per casar-se amb ella.[4]

### Imperi Selèucida
- Seleuc I Nicàtor funda la ciutat d'Antioquia de l'Orontes a 32 quilòmetres del riu Orontes en honor del seu pare. Hi trasllada gran part dels habitants d'Antigonea, ciutat inacabada i molt propera, a 9 km més amunt del riu.[5]

### Antiga Roma
- Aquest any són nomenats cònsols Marc Valeri Corvus i Quint Apuleu Pansa.[6]
- Corvus és cònsol per cinquena vegada. Durant el seu consolat s'aprova la lex Ogulnia, a proposta dels tribuns de la plebs Quint i Gneu Ogulni que va obrir als plebeus el Col·legi dels Pontífexs i el d'àugurs. El cònsol renova també la llei per la qual els ciutadans tenien dret d'apel·lació al poble (provocatio ad populum), la Lex Valeria de provocatione i estableix els càstigs per la seva transgressió.[7]
- Pansa assetja la ciutat de Nequinum a l'Úmbria, però no aconsegueix conquerir-la.[8]